# Премия Святого Георгия
Премия Святого Георгия (кат. Premis Sant Jordi de Cine) — ежегодная каталонская кинематографическая премия.
Появилась в 1957 году с целью содействия каталонскому кино в условиях противостояния, вызванного борьбой режима генерала Франко с каталонским сепаратизмом и запрета съёмок фильмов на каталанском языке. Позднее трансформировалась в общенациональную испанскую премию с дополнительными номинациями для иностранных фильмов.
Первой картиной, удостоенной главного приза, стала лента испанского режиссёра Хуана Антонио Бардема «Главная улица».
Награды вручаются в конце апреля каждого года Испанским национальным радио через своё представительство в Барселоне.

## Номинации
- Лучший фильм.
- Лучший испанский фильм.
- Лучшая женская роль в испанском фильме.
- Лучшая мужская роль в испанском фильме.
- Лучший иностранный фильм.
- Лучшая женская роль в иностранном фильме.
- Лучшая мужская роль в иностранном фильме.
- Специальный приз жюри.
- Специальный приз кинопроизводителей.
- Премия Испанского национального радио за пожизненный вклад в киноискусство.